# Сінді Шерман
Сінді Шерман (англ. Cindy Sherman; нар. 19 січня 1954, Глен Рідж, Нью-Джерсі) — американська художниця, працює в техніці постановочних фотографій. За версією ArtFacts.net є найвідомішою і впливовою художницею в світі (за всю історію мистецтв). У рейтингу ArtReview «Сто найвпливовіших персон в арт-світі-2011» Сінді Шерман зайняла 7-е місце.

## Дитинство
Сінді Шерман народилася 19 січня 1954 року в Глен-Рідж, штат Нью-Джерсі, в сім'ї інженера Чарльза Шермана і вчительки. Вона стала п'ятою і останньою дитиною в родині, правда, двоє старших дітей до моменту її народження жили вже окремо. Батько Сінді мав важкий характер і, за спогадами художниці, мати була змушена заступатися за дітей. Один з братів художниці — Френк, — не зміг знайти себе в житті, був змушений повернутися жити до батьків і в 27 років наклав на себе руки.
Все дитинство Сінді дуже любила вбиратися в старий одяг, в тому числі, що залишився від бабусі. Робила це вона не разом з кимось, а граючись сама. Образи принцес її не цікавили, звичайно придумувала ролі бабусь, відьом і чудовиськ. Крім цього, Сінді з дитинства багато і добре малювала, а також запоєм дивилася фільми по телевізору. На одному з телеканалів сітка мовлення була влаштована так, що один і той же фільм повторювався п'ять вечорів поспіль, і кожен день дівчинка поверталася до цієї кіноісторії.

## Юність
Грошей на навчання в приватному коледжі у сім'ї не було, і тому Сінді в 1972 році вступила в Університетський коледж в Буффало, на факультет образотворчих мистецтв. Там вона познайомилася зі студентом старшого віку Робертом Лонго (сьогодні також є художником), який і звернув її увагу на модерністську і контемпорарі мистецтво. З Робертом Лонго Сінді жила аж до 1979 року, після чого вони розлучилися, але залишилися друзями.

## Творчість
- 1964—1975 A Cindy Book
- 1975 Untitled A-E
- 1976—2005 Bus Riders
- 1976—2000 Murder Mystery
- У 1977, у віці 23 років, Шерман розпочала свою знамениту серію Untitled Film Stills[14]. Фотографії виглядали як кадри з фільмів, Шерман знімала саму себе, перевтілюючись в різні образи. Хоча всі персонажі були вигаданими, у глядачів виникало відчуття, що вони ці кадри десь бачили. Такий ефект виникав завдяки тому, що Шерман використовувала стереотипи масової культури. Серія була завершена в 1980. Шерман зупинилася, як вона пояснила, коли вичерпала кліше. Інші художники до Шерман також використовували популярну культуру, але її стратегія була новою. У грудні 1995 Музей сучасного мистецтва в Нью-Йорку придбав всі 69 чорно-білих фотографій Сінді Шерман з серії.
- 1980 Серія Rear Screen Projections. Шерман перейшла від чорно-білої до кольорової фотографії і стала працювати з великими форматами.
- 1981 Centerfolds / Horizontals
- 1985 Fairy Tales
- 1986—1989 Disasters
- 1988—1990 Ще одна відома серія, History Portraits. Використовуючи накладні частини тіла, Шерман зображує себе у вигляді моделі з творів старих майстрів. Деякі роботи в серії відсилають до реальних полотен, але більшість виглядає як згадки відвідувачів творів після нетривалого відвідування музею. Хоча в цей час вона жила в Римі, Шерман не відвідувала музеї, вважаючи за краще працювати з репродукціями з художніх альбомів.
- 1991 Civil War
- 1992 Sex Pictures
- 1994—1996 Horror and Surrealist Pictures
- 2000—2002 Hollywood / Hampton Types
- 2003—2004 Clowns
- 2008 Одна з останніх серій присвячена питанням статі, краси, досвіду і старіння. Кожна з героїнь серії несе відбитки уявлень про гламур і соціальну ієрархію, імідж і статус.
- У 2012 році відбулася велика ретроспектива Сінді Шерман в MoMA. На виставці (до сих пір доступній онлайн) можна було побачити повністю серію Untitled Film Stills (70 чорно-білих знімків), ранню мінісерію Untitled AE, вибіркові роботи з більш пізніх серій, а також спеціально знятий для виставки документальний фільм «Карт-Бланш: Сінді Шерман»[15] . Виставку відвідали 605 586 осіб (і ще 183 788 в Сан-Франциско), таким чином вона стала другою за відвідуваністю виставкою року в Нью-Йорку (на першому місці — ретроспектива Віллема де Кунінга), вісімнадцятою — в світі, а також першою в світі за кількістю глядачів виставкою фотографії. Пізніше виставка була презентована в SFMOMA[16], центрі мистецтв Уокера (англ.) і Музеї мистецтв Далласа[17].

## Премії і гранти
- National Endowment for the Arts, 1977
- John Simon Guggenheim Memorial Fellowship, 1983
- Skowhegan Medal for Photography, Maine, 1989
- Larry Aldrich Foundation Award, Connecticut, 1993
- John D. and Catherine T. MacArthur Foundation, 1995
- Wolfgang-Hahn-Preis (Gesellschaft fur Moderne Kunst am Museum Ludwig), 1997.
- Goslar Kaierring Prize, 1999.
- Премія «Хассельблад», 2000.

## Образ в мистецтві
Сінді Шерман присвячений ігровий короткометражний фільм французького кінорежисера Бертрана Бонелло Cindy: The doll is mine (2005), в ролі художниці і її двійника знялася Азія Ардженто.

## Аукціонні рекорди
Починаючи з 2007 року окремі фотороботи художниці починають продаватися на аукціонах «Крістіс», «Сотбіс» і «Філіпс» за суми, що перевищують 1 млн дол. Для одиничних фотографій ціна може доходити до $ 3,89 млн (Без назви # 96 від 1981 року; ціна зафіксована в травні 2011 р) або $ 3,86 млн (Без назви # 93 від, 1981 року; ціна зафіксована в травні 2014 г.).